# Cabeçudo
Cabeçudo es una freguesia portuguesa del concelho de Sertã, con 9,95 km² de superficie y  habitantes (2006). Su densidad de población es de 100,4 hab/km².